# Sanem
Sanem (Luxemburgs: Suessem, Duits: Sassenheim) is plaats en een gemeente in het Luxemburgse Kanton Esch. De gemeente heeft een totale oppervlakte van 24,42 km² en telde 14071 inwoners op 1 januari 2007.
Sanem wordt in het Duits ook wel Sassenheim genoemd, niet te verwarren met Sassenheim in de Zuid-Hollandse gemeente Teylingen in Nederland.

## Andere kernen
- Belvaux (gemeentehuis)
- Ehlerange
- Soleuvre

## Ontwikkeling van het inwoneraantal
| Jaar                              | 2001  | 2002  | 2003  | 2004  | 2005  |
| --------------------------------- | ----- | ----- | ----- | ----- | ----- |
| Inwoneraantal                     | 13041 | 13276 | 13505 | 13674 | 13864 |
| Opmerking: tellingen op 1 januari |       |       |       |       |       |

## Geboren
- Albert Simon (1901-1956), karikaturist en cartoonist